# Дзьобонасінник білий
Дзьобонасінник білий або ринхоспора біла (Rhynchospora alba) — вид трав'янистих рослин родини осокові (Cyperaceae), поширений у Євразії й Північній Америці. Етимологія: лат. albus — «білий».

## Опис
Багаторічна рослина 15–40(50) см заввишки. Стебло 3-гранне, вкрите жолобчастими вузьколінійними листками. Суцвіття кінцеві, нещільно головчасті або короткозонтиковидні. Луски колосків ланцетні, гострі, спочатку білі, потім бурі. Горішок гладкий, 1.5–2 мм довжиною, носик його конічний, ≈ 1 мм завдовжки. Кореневища короткі, стрункі.

## Поширення
Європа: Данія, Фінляндія, Ірландія, Норвегія, Швеція, Велика Британія, Австрія, Бельгія, Чехія, Німеччина, Нідерланди, Польща, Словаччина, Швейцарія, Білорусь, Естонія, Латвія, Литва, Росія, Україна, Хорватія, Італія, Румунія, Словенія, Греція, Франція, Португалія, Іспанія; Азія: Туреччина, Грузія, Казахстан, Росія, Китай, Японія, Корея; Північна Америка: Канада, США, Пуерто-Рико. Населяє болота, мокрі місця.
В Україні зростає на сфагнових болотах — в Прикарпатті, дуже рідко; в правобережному і зх. Поліссі (досить часто в пн. частині, зрідка в пд. частині); в лівобережному Лісостепу (с. Данилівка біля Харкова), дуже рідко. Входить у переліки видів, які перебувають під загрозою зникнення на територіях Волинської, Житомирської, Закарпатської, Київської, Львівської, Рівненської областей.

## Галерея

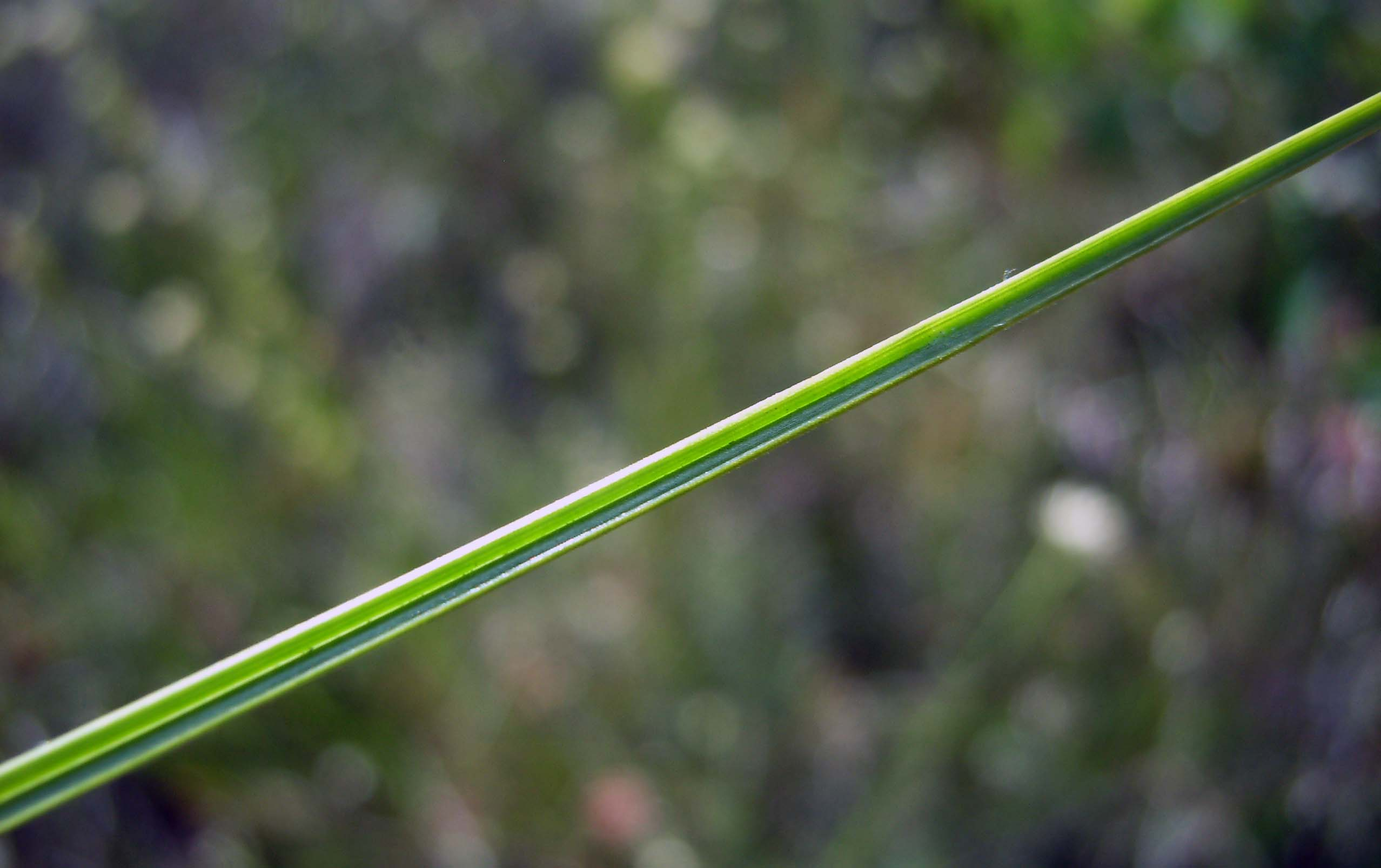
листова пластина
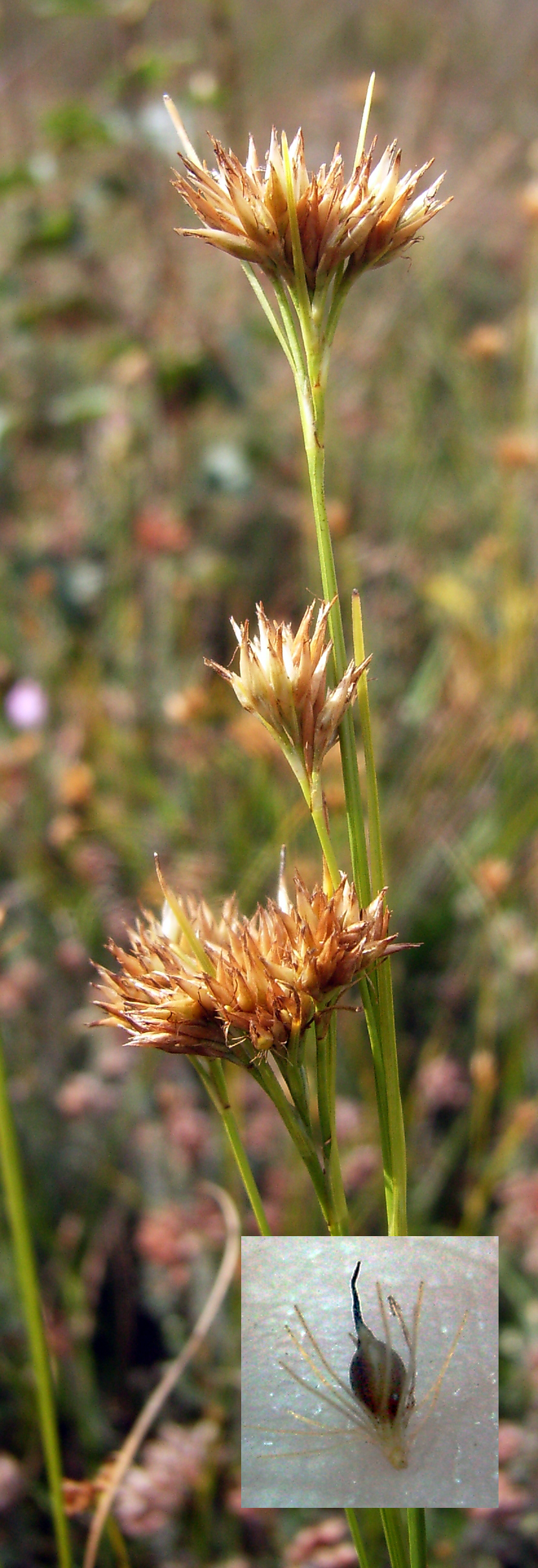
плоди
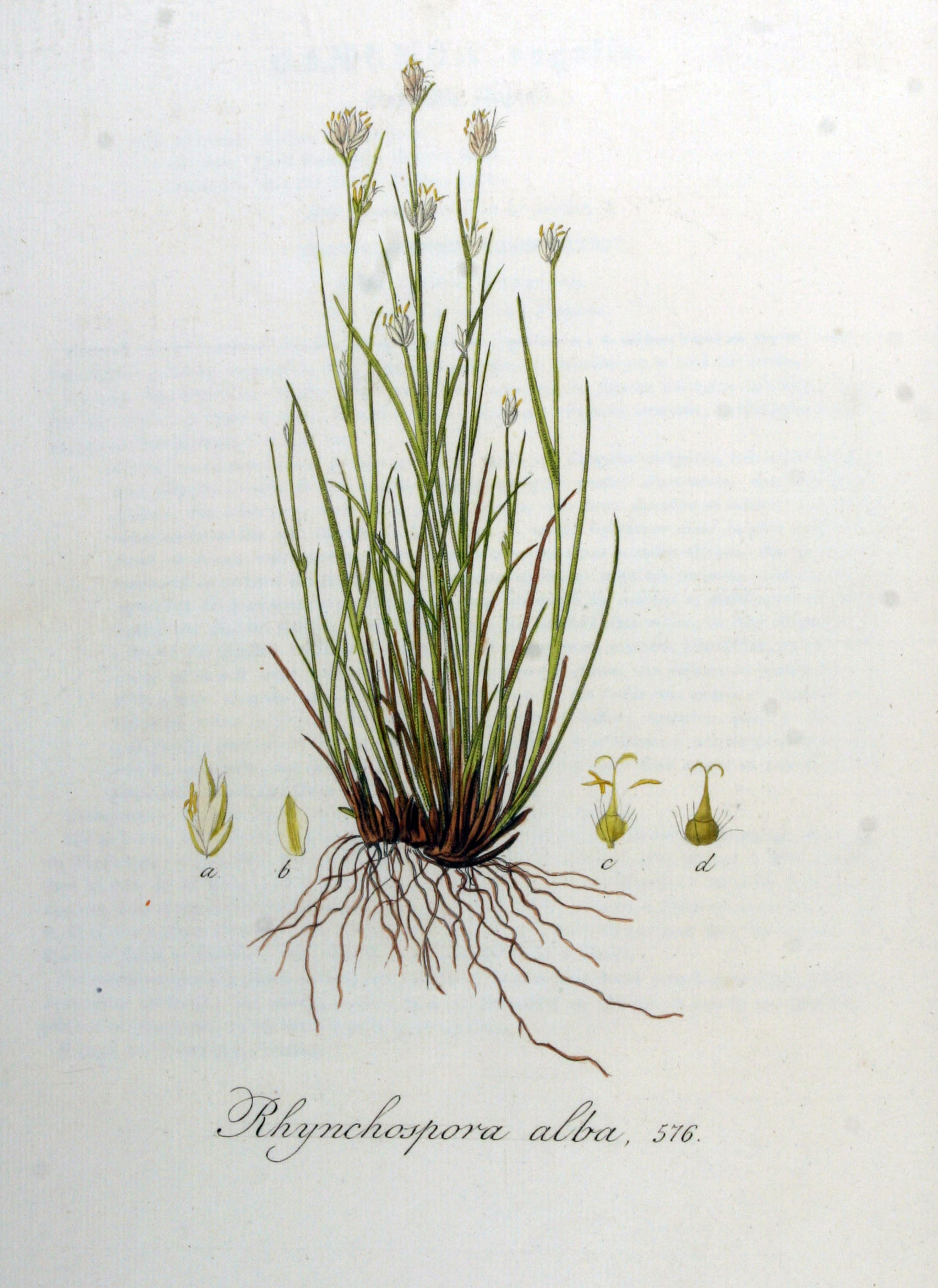
ілюстрація